# New Day (álbum)
New Day es el quinto álbum de estudio del trío musical canadiense The Stampeders. Fue publicado en agosto de 1974 a través del sello discográfico Capitol Records.

## Promoción
Para promocionar el álbum, The Stampeders se embarcó en una gira musical desde el 1 de agosto al 22 de septiembre en los Estados Unidos, su primera en el país. A diferencia de los anteriores álbumes de la banda, New Day solo incluía un sencillo. «Ramona» fue lanzado en septiembre de 1974. La canción se convirtió en un gran éxito para la banda, alcanzando el puesto número 18 en la lista Top Singles de la revista RPM.

## Recepción de la crítica
Un escritor no especificado de la revista Cash Box declaró: “El supergrupo canadiense se abre camino en la escena musical con otro LP de gran éxito, uno cargado de rock duro y algunas letras bastante inteligentes e introspectivas que dan crédito a la sugerencia de que este grupo está a punto de registrar el mismo tipo de éxito como sus compatriotas canadienses, Bachman-Turner Overdrive”.

## Lista de canciones
Todas los temas acreditados a Stampeders. Los verdaderos compositores se mencionan a continuación.
| Lado uno |                       |              |          |  |
| N.º      | Título                | Escritor(es) | Duración |  |
| 1.       | «Ramona»              | Rich Dodson  | 3:24     |  |
| 2.       | «Marigold»            | Dodson       | 4:53     |  |
| 3.       | «Running Out of Time» | Kim Berly    | 3:53     |  |
| 4.       | «It's Your Move»      | Ronnie King  | 2:55     |  |
| 5.       | «Wild Eyes»           | Dodson       | 3:52     |  |

| Lado dos |                            |              |          |  |
| N.º      | Título                     | Escritor(es) | Duración |  |
| 1.       | «In the Shadows»           | Dodson       | 4:30     |  |
| 2.       | «Words»                    | Berly        | 2:55     |  |
| 3.       | «Do It Again»              | Dodson       | 3:30     |  |
| 4.       | «Somebody Help Me»         | Dodson       | 2:05     |  |
| 5.       | «Brothers of the Universe» | King         | 4:47     |  |

## Créditos y personal
Créditos adaptados desde las notas de álbum de New Day.
Stampeders
- Ronnie King – bajo eléctrico
- Kim Berly – batería
- Rich Dodson – guitarra, voz principal

Músicos adicionales
- Zeke Shepherd – armónica en «Do It Again»
- Mat McCauley – sintetizador Moog en «Brothers of the Universe»

Personal técnico
- Mel Shaw – productor
- Mark Smith – ingeniero de audio
- pat McFarlane – diseño de portada

## Posicionamiento
| Gráfica (1974)          | Pico de posición |
| ----------------------- | ---------------- |
| Canadá (RPM Top Albums) | 23               |